# Antena en forma de F invertida

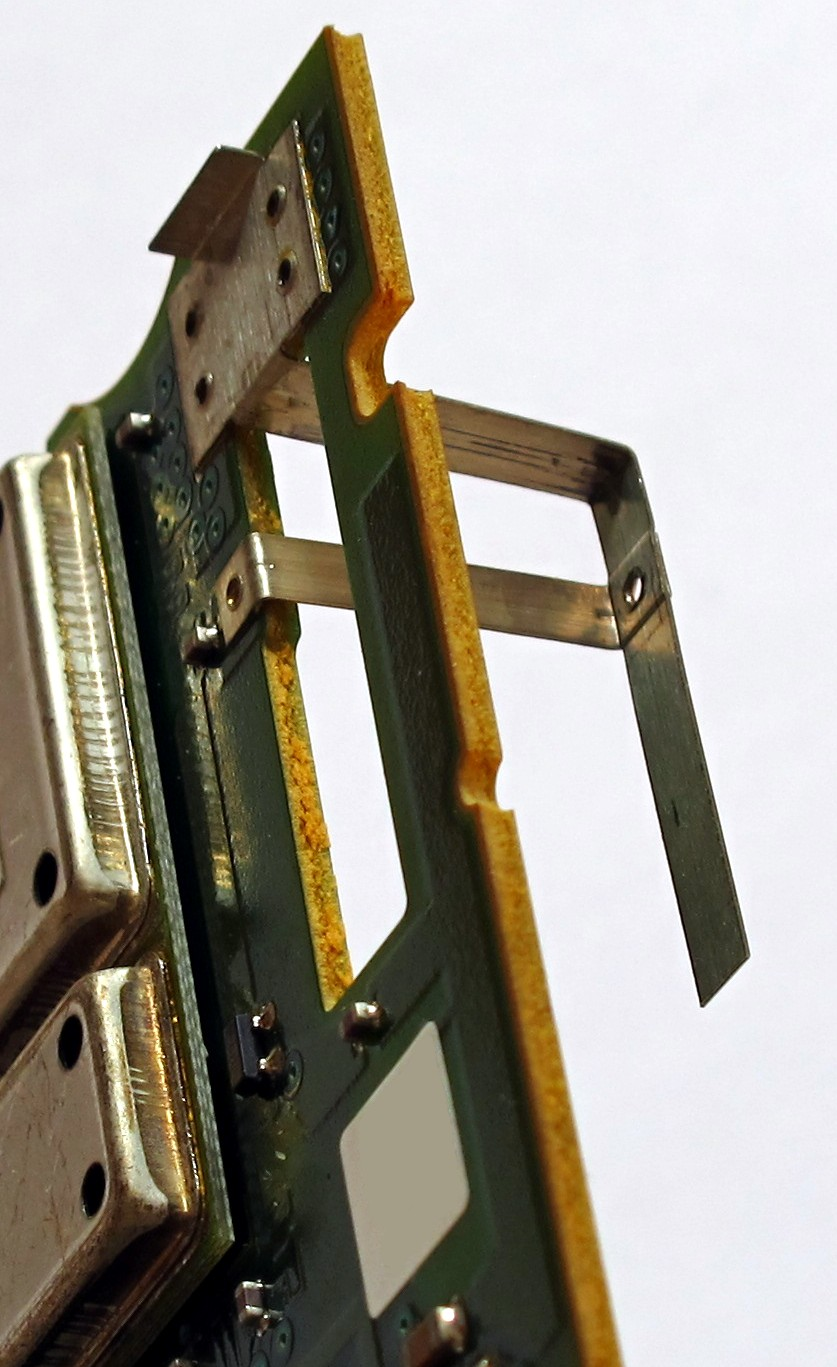
Una antena en forma de F invertida en una estación base DECT (una tecnología utilizada para teléfonos inalámbricos y dispositivos similares)

Una antena en forma de F invertida es un tipo de antena utilizada en comunicaciones inalámbricas, principalmente en frecuencias de UHF y microondas. Consiste en una antena monopolo que discurre paralela a un plano de tierra y conectada a tierra en uno de sus extremos. La antena se alimenta desde un punto intermedio a una distancia del extremo conectado a tierra. Este diseño tiene dos ventajas sobre un monopolo simple: la antena es más corta y compacta, lo que permite integrarla dentro de la carcasa del dispositivo móvil, y puede ser adaptada en impedancia al circuito de alimentación por el diseñador, permitiendo radiar potencia de manera eficiente sin necesidad de componentes de adaptación adicionales.
La antena en forma de F invertida fue concebida por primera vez en la década de 1950 como una antena de alambre doblado. Sin embargo, su uso más extendido es como una antena en forma de F invertida planar (PIFA, por sus siglas en inglés) en dispositivos inalámbricos móviles debido a sus propiedades de ahorro de espacio. Las PIFA pueden imprimirse utilizando el formato de microcinta, una tecnología ampliamente utilizada que permite fabricar componentes de radiofrecuencia impresos como parte de la misma placa de circuito impreso utilizada para montar otros componentes.
Las PIFA son una variante de la antena de parche. Existen muchas variantes de esta y otras formas de la antena en forma de F invertida que implementan antenas de banda ancha o multibanda. Las técnicas incluyen resonadores acoplados y la adición de ranuras.

## Evolución e historia

A Monopolo de cuarto de onda, B Monopolo de cuarto de onda alimentado en un punto intermedio, C Antena en forma de L invertida, D Antena en forma de F invertida

La antena en forma de F invertida es una evolución de la ampliamente utilizada antena monopolo de cuarto de onda, que consiste en una varilla conductora montada perpendicularmente sobre un plano de tierra conductor, alimentada en su base. La antena en forma de F de alambre fue inventada en la década de 1940. En esta antena, la alimentación se conecta a un punto intermedio a lo largo de la longitud de la antena en lugar de a la base, y la base de la antena está conectada al plano de tierra. La ventaja de esto es que la impedancia de entrada de la antena depende de la distancia del punto de alimentación al extremo conectado a tierra. La porción de la antena entre el punto de alimentación y el plano de tierra actúa esencialmente como un stub de cortocircuito. Así, el diseñador puede adaptar la antena a la impedancia de la línea de alimentación ajustando la posición del punto de alimentación a lo largo del elemento de la antena.
La antena en forma de L invertida es una antena monopolo doblada para discurrir paralela al plano de tierra. Tiene la ventaja de ser compacta y de menor longitud que el monopolo de , pero la desventaja de una impedancia muy baja, típicamente de solo unos pocos ohmios si se alimenta en la base, mientras que un monopolo de  alimentado en la base tiene una impedancia de 36,5 Ω. La antena en forma de F invertida combina las ventajas de ambas antenas; tiene la compacidad de la antena en forma de L invertida y la capacidad de adaptar la impedancia del circuito de alimentación (a menudo 50 Ω en un circuito impreso) como la antena en forma de F.
La antena en forma de F invertida fue propuesta por primera vez en 1958 por el grupo de Harvard liderado por Ronold W. P. King. La antena de King era de alambre y estaba destinada al uso en misiles para telemetría.

## Implementación planar

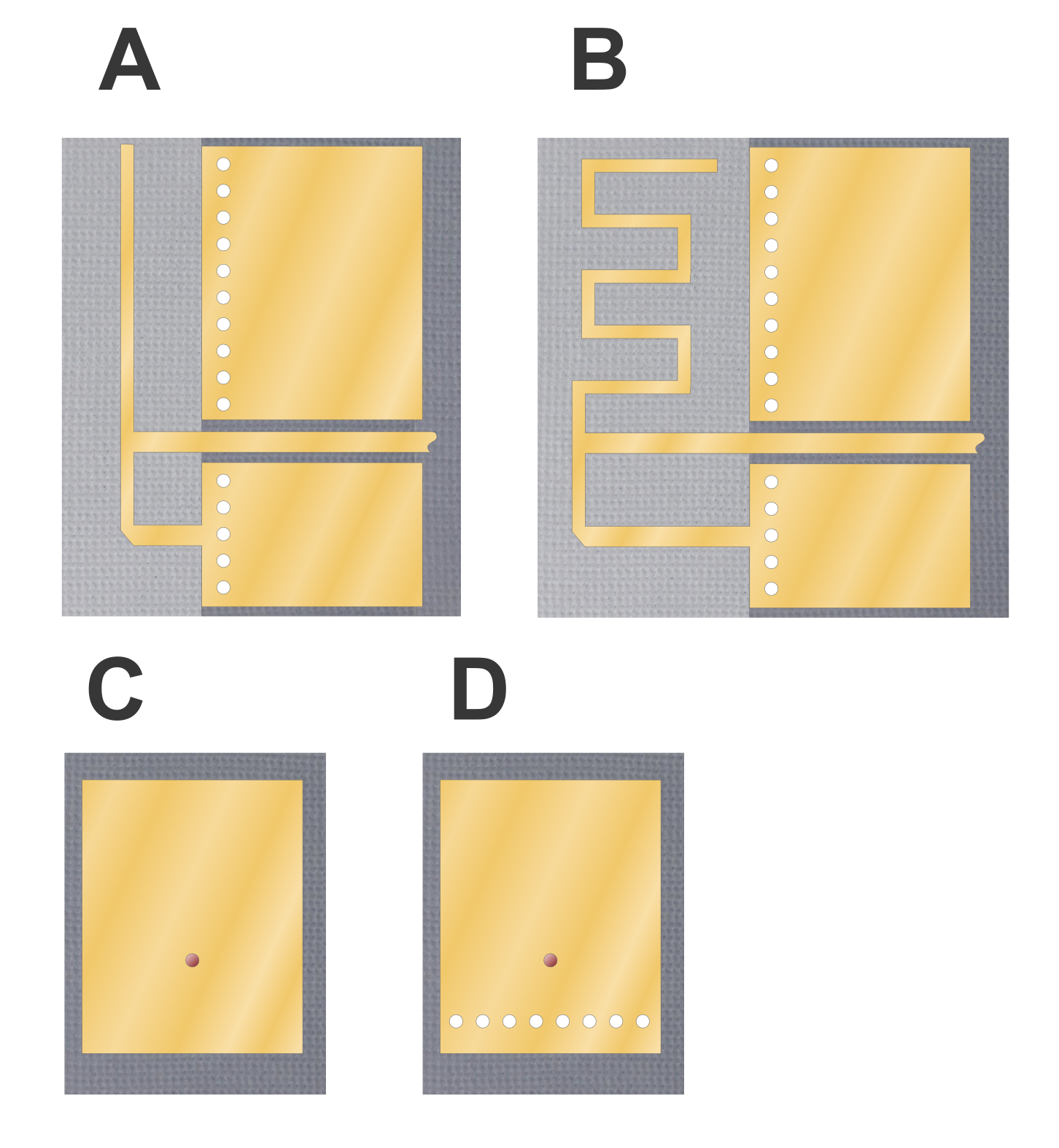
A: Antena en forma de F invertida impresa, B: Antena en forma de F invertida meandrada, C: Antena de parche, D: Antena en forma de F invertida planar (PIFA)
{
}

Una antena en forma de F invertida planar (PIFA) se utiliza para circuitos inalámbricos implementados en Microstrip. Una antena en forma de F invertida impresa puede implementarse en la forma clásica de F invertida, generalmente a un lado de la placa de circuito donde se ha eliminado el plano de tierra debajo de la antena. Sin embargo, otro enfoque es una antena de parche modificada, la antena de parche cortocircuitada. 
En este enfoque, un borde del parche, o algún punto intermedio, se conecta a tierra con pines de conexión a tierra o vías hasta el plano de tierra. Esto funciona bajo el mismo principio que una antena en forma de F invertida; vista de lado, se puede ver la forma de F, solo que el elemento de la antena es muy ancho en el plano horizontal. La antena de parche cortocircuitada tiene un ancho de banda más amplio que el tipo de línea delgada debido a la mayor área de radiación. Como el tipo de línea delgada, la antena de parche cortocircuitada puede imprimirse en la misma placa de circuito impreso que el resto del circuito. Sin embargo, comúnmente se imprime en su propia placa o en un dieléctrico fijado a la placa principal. Esto se hace para que la antena pueda estar suspendida y, efectivamente, esté en un dieléctrico de aire, a una mayor distancia del plano de tierra de lo que estaría de otra manera, o para que el dieléctrico utilizado sea un material más adecuado para el rendimiento de radiofrecuencia.
El término PIFA está reservado por muchos autores (por ejemplo, Sánchez-Hernández) para la antena de parche cortocircuitada donde el elemento de la antena es ancho con el plano de tierra debajo. El tipo de línea delgada de antenas en forma de F invertida con el plano de tierra a un lado, como A y B en el diagrama, se denominan simplemente IFA incluso si están en formato planar. Un autor puede incluso llamar a una IFA de este tipo una antena en forma de F invertida impresa, pero aún reservar PIFA para el tipo de parche cortocircuitado (por ejemplo, Hall y Wang.)
Una configuración común para una antena de parche cortocircuitada es colocar el pin de cortocircuito lo más cerca posible de una esquina con el pin de alimentación relativamente cerca del pin de cortocircuito. En esta configuración, la frecuencia de resonancia se da aproximadamente por, : :donde :f0 es la frecuencia de resonancia :w, b son el ancho y la longitud del parche :c es la velocidad de la luz :εr es la constante dieléctrica del sustrato. Esta fórmula solo es válida si la antena no se ve afectada por dieléctricos cercanos, como la carcasa del dispositivo.
Otra variación que puede encontrarse es la antena en forma de F invertida meandrada (MIFA). Cuando no hay suficiente espacio en la placa para extender una antena a la longitud requerida, la antena puede meandrarse para reducir su altura mientras se mantiene su longitud eléctrica diseñada. Esto puede compararse con el enrollamiento de una antena como se encuentra en la antena de pato de goma.
Las antenas en forma de F invertida tienen anchos de banda estrechos. Un ancho de banda más amplio puede lograrse alargando la antena, lo que aumenta su resistencia de radiación. Otra solución es colocar dos antenas en estrecha proximidad. Esto funciona porque los resonadores acoplados tienen un ancho de banda más amplio que el de cada resonador por sí solo. La mayoría de las técnicas para producir antenas multibanda también son efectivas para ampliar el ancho de banda.

## Antenas multibanda

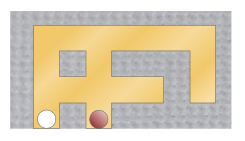
Una antena en forma de F invertida impresa de doble banda de una aplicación de Tarjeta PC que proporciona un controlador de interfaz de red en las bandas de 2,4 GHz y 5,2 GHz

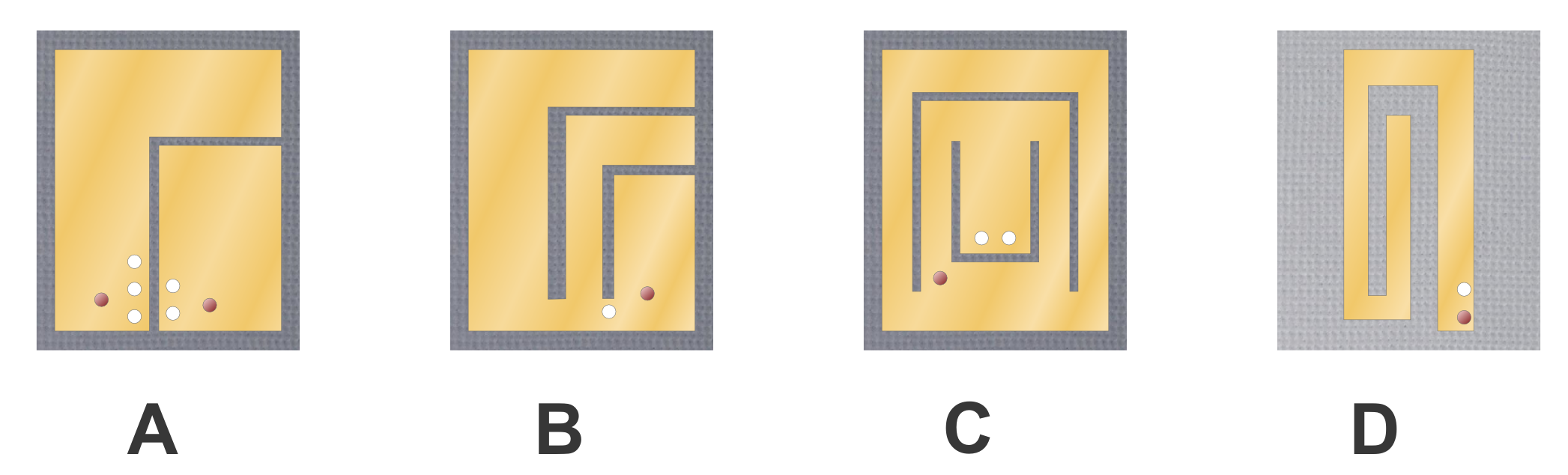
Diseños de PIFA multibanda, A: Antenas de parche PIFA anidadas, B: Antena de parche PIFA con dos líneas de espuela que producen una antena de tres bandas, C: Una antena de tres bandas similar con ranuras en C, D: Antena en forma de F invertida meandrada apretada

La necesidad de antenas multibanda surge con dispositivos móviles que necesitan operar entre países y redes donde las bandas de frecuencia utilizadas pueden ser diferentes. Quizás el diseño más simple conceptualmente, reportado por primera vez en 1997, es anidar dos antenas de parche PIFA una dentro de la otra. Otra técnica es insertar una o más líneas de espuela en el parche, lo que tiene el efecto de resonadores acoplados que amplían la banda. Otras técnicas dependen de la generación de múltiples modos, lo que resulta en un diseño más compacto. Ejemplos de esto son el patrón de ranura en C, que es un patrón similar al filtro interdigital, y el patrón meandrado apretado mostrado como C y D en el diagrama, respectivamente. 

## Aplicaciones
Las antenas en forma de F invertida se utilizan ampliamente en dispositivos inalámbricos portátiles compactos donde el espacio es limitado. Esto incluye teléfonos móviles y tabletas que usan transmisiones inalámbricas como GSM, Bluetooth y Wi-Fi. La antena en forma de F invertida planar es la antena interna más frecuentemente utilizada en diseños de teléfonos móviles.
Estas antenas también son útiles para telemática de vehículos. Los fabricantes de vehículos prefieren usar antenas que sigan los contornos del vehículo por razones de estilo y aerodinámica. Las PIFA multibanda pueden usarse para combinar las alimentaciones de antena para teléfono móvil, navegación por satélite y radio de coche.
Estas antenas se han utilizado para aplicaciones de telemetría en rangos de pruebas militares, incluyendo aquellos que soportan los estándares del Grupo de Instrumentación Inter-Rangos.
Se ha propuesto una PIFA de doble banda en forma de R para su uso en vehículos militares. Las bandas a cubrir son 225 MHz y 450 MHz. Estas frecuencias están en la misma proporción que las bandas GSM de teléfonos móviles a 900 MHz y 1,8 GHz, por lo que el diseño también podría usarse para esta aplicación si las dimensiones se redujeran proporcionalmente.